# Diocèse de Genève
Le diocèse de Genève (en latin Diocesis Genevensis) est un ancien diocèse dont la métropole se trouvait à Genève. Créé probablement vers le IVe siècle, son premier évêque connu est un certain Isaac au début du siècle suivant. La circonscription disparaît en 1802, la restauration des diocèses en 1822, amène à un partage entre les diocèses de Lausanne, Genève et Fribourg et d'Annecy.

## Géographie

### Situation
Le territoire du diocèse de Genève s'étire entre le Léman et le lac du Bourget, des versants méridionaux des Monts Jura aux massifs alpins, comprenant le comté de Genève, le comté Equestre et une partie du Bugey. Les recherches modernes estiment que celui-ci recouvre une superficie de 6 800 km2,,. L'étendue du diocèse n'est réellement connue qu'à partir d'un document comptable incomplet de 1275,. L'historien suisse Louis Binz estime que l'ensemble, « de longueur et de largeur à peu près égales, atteignait environ 110 km dans ses plus grandes dimensions, du nord au sud, comme d'est en ouest ».

### Organisation ecclésiastique
L'évêché de Genève est suffragant, c'est-à-dire dépendant d'un archevêque, de l'archidiocèse de Vienne, avec ceux de Grenoble, de Valence, de Die, de Viviers et de Maurienne,. Le pouvoir spirituel — et parfois temporel — de l'évêque s'étend sur le comté de Genève ou Genevois, ainsi que le Faucigny ou vallée de l'Arve, territoires auxquels il faut ajouter les possessions sur la  rive droite du Rhône « en Bugey, Valromey, pays de Gex et de Vaud, jusqu'à [la rivière de] l'Aubonne »,. Les historiens ne s'accordent guère sur les paroisses situées sur les rives droites du Léman et du Rhône, situées dans le comté équestre. Ainsi l'ancienne civitas de Nyon, qui a pu être à la tête d'un évêché disparu avant le Xe siècle, se serait « fondue dans le diocèse de Genève à une époque qui varie selon les érudits »,. De même, la haute-vallée de l'Arve ainsi que le val d'Arly ont pu appartenir, avant le XIe siècle, au diocèse de Tarentaise,.
Le pouvoir temporel des évêques est sans cesse contesté par les comtes de Genève. Il se limite à la ville de Genève, jusqu'au XVIe siècle, et à certaines possessions, dont quelques châteaux, dans la campagne environnante.
Le diocèse est découpé en « neuf circonscriptions dont huit décanats ruraux » : Allinges, Annecy, Annemasse, Aubonne (decanatus Ultra Rhodani, appelé aussi décanat d'Outre-Rhône ou de la rive droite du Rhône, voire du Pays de Gex), Ceyzérieu, Rumilly, Sallanches et Vuillonnex,.

### Les paroisses
Les pouillés de 1275, bien qu'incomplets, permettent de connaître les 387 paroisses payant le décime à l'évêché,. La taille de celles-ci varient selon leur situation: en plaine elles sont généralement de superficie réduite, contrairement à celles situées en montagne. Au siècle suivant, une liste de 1344 mentionne 448 paroisses. Enfin, vers 1450, elles sont au nombre de 453.

## Histoire

### Périodes romaine et mérovingienne
Bien qu'il n'existe pas de sources écrites remontant à la création de l'évêché à partir de la Viennoise, les historiens s'accordent sur une fondation de la seconde moitié du IVe siècle, probablement vers 379 (Raynaud, 1992), en tout cas entre 375 et 381 (Lucas, 2018). Les fouilles archéologiques ont permis de découvrir les traces d'une ancienne « cathédrale double (de) avec un baptistère » remontant au « troisième quart du IVe siècle »,. La présence d'une communauté chrétienne dans la ville remonte très probablement à la fin du IIe siècle, voire au début du siècle suivant, correspondant à l'élévation de Genève du stade de vicus à celui de civitas.
Le premier évêque attesté est un certain Isaac, vers l'an 400.

### Période médiévale
L'évêque de Genève possède le droit de faire battre monnaie. Les premières frappes sont attestées vers 1020-1030.
En raison de nombreux conflits entre le comte de Genève et l'évêque, un accord est signé en 1124 entre Aymon Ier et l'évêque Humbert de Grammont. Avec le traité de Seyssel, le comte reconnaît l'indépendance du pouvoir temporel de l'évêque sur la cité de Genève et son rôle de vassal dans cette ville,. Toutefois, les tensions se poursuivent et un nouvel accord doit être signé entre leurs successeurs en 1156, 1162, et 1184,.
En 1154, l'évêque Arducius ou Ardutius de Faucigny reçoit  de l'empereur Frédéric Barberousse le titre de prince, en raison de son engagement contre son parent, le comte de Genève, Amédée Ier.
Vers la fin du XIIIe siècle, le Faucigny passe sous domination dauphinoise. En 1355, cette partie du diocèse entre dans le giron de la maison de Savoie. Une cinquantaine d'années plus tard, en 1401, c'est au tour du comté de Genève de devenir une possession savoyarde.
Depuis l'Indult de 1451 (cf. section « Liste des évêques »), les évêques de Genève sont désormais désignés par le duc de Savoie.

### Période moderne
Entre 1519 et 1524, la ville de Genève est troublée par des dissensions, notamment religieuses. Le duc de Savoie Charles III intervient en entrant dans la ville en 1524 et fait convoquer l'année suivante le « conseil des hallebardes ». Ce dernier confirme les pouvoirs de l'évêque et du duc sur la ville. Deux ans plus tard, une partie de la population signe une combourgeoisie avec Berne et Fribourg. Le passage à la Réforme amène la population à chasser l'évêque. Entre 1535-1536, les messes sont interdites dans la ville. À partir des années 1540, Genève devient la « Rome » calviniste, et les évêques de Genève déplacent en 1569 le siège épiscopal dans la ville d'Annecy, donnant naissance à l'évêché de Genève-Annecy.
Au cours de cette période, la partie nord du duché de Savoie devient un enjeu territorial et fait l'objet d'une occupation. Le pays de Gex, les bailliages de Ternier et Gaillard ainsi que la partie occidentale du Chablais sont occupés par les troupes luthériennes bernoises et genevoises, la partie orientale du Chablais est quant à elle occupée par les troupes catholiques valaisannes. Les territoires occupés par les Bernois passent à la Réforme.
La Savoie ne retrouve ses terres qu'à l'issue de deux traités en 1559 (traité du Cateau-Cambrésis, signé avec la France) et 1564-1569 (traités de Lausanne et d’Évian avec la Suisse). Il faut par ailleurs attendre la fin du siècle pour que les deux bailliages de Ternier et Gaillard retournent à la foi catholique avec les missions de François de Sales, nommé en 1602 évêque de Genève.

### Période contemporaine
Le diocèse est occupé par les troupes révolutionnaires françaises dès 1792 pour le duché de Savoie, puis en 1798 pour Genève. La partie savoyarde intègre le nouveau diocèse du Mont-Blanc, au sein du nouveau département du Mont-Blanc. L'évêque Joseph-Marie Paget fuit jusqu'à Turin.
Le 18 novembre 1801, le diocèse de Genève-Annecy est supprimé en tant que tel. Annecy perd le siège épiscopal au profit de Chambéry qui se voit annexer le titre de Genève le 29 novembre. On parle désormais du diocèse de Chambéry et Genève, qui réunit les anciens diocèses de Genève, Tarentaise, Maurienne et Chambéry, ainsi qu'une partie de celui de Belley.
À partir de 1821, le titre d'évêque de Genève, à la demande du gouvernement genevois, est détaché de celui de Chambéry et transféré à l'évêque de Lausanne, résidant à Fribourg. Le diocèse d'Annecy est créé par bulle pontificale le 15 février 1822. Mgr de Thiollaz en est le premier évêque.

## Évêques
Le premier évêque mentionné est un certain Isaac, vers l'an 400. Son successeur, Salonius, attesté vers 441 et 460, est canonisé, de même que Domitien (Domitianus), Maxime (Maximus) ou encore François de Sales.
Du milieu du XIIe siècle jusqu’au milieu du XIVe siècle, les évêques sont traditionnellement élus par le chapitre cathédral. Vers 1350, les papes successifs se réservent le droit de la nomination. À partir de 1451, le duc de Savoie obtient du Pape l'Indult, c'est-à-dire la possibilité de désigner, en accord avec le Saint-Siège, les futurs évêques dans ses États — Maurienne, Genève et Tarentaise —, mais aussi les abbés,. Ces derniers devront être obligatoirement sujets piémontais. Ce principe est confirmé par le concordat de 1721 et se maintient jusqu’à l'occupation du duché par les troupes révolutionnaires françaises (1792).
L'évêque Pierre de La Baume est le dernier prince-évêque de la ville, il la quitte en 1527, puis définitivement en 1533,,. Il faut attendre 1569, pour que l'évêque Ange Justiniani installe le siège du diocèse à Annecy. Ses successeurs sont toujours nommés princes-évêques de Genève, mais en résidence à Annecy.

## Possessions des évêques de Genève
Liste non exhaustive des possessions tenues en nom propre ou en fief des évêques de Genève :
- Château de l'Île, à Genève.
- Château de Montfalcon, à La Biolle (1305-1313).

## Tentatives de restauration du diocèse
La question de la restauration du diocèse a fait l'objet de diverses discussions et tentatives.
Le Vatican tente par deux fois de mettre en place un évêque auxiliaire à Genève. Les Suisses Gaspard Mermillod, en 1864, et Amédée Grab, en 1987, sont désignés, mais les deux projets échouent. Gaspard Mermillod sera même expulsé à la suite d'une décision du Conseil fédéral.
En 2015, l'évêque, Charles Morerod, face à la taille de la circonscription, propose une réforme avec la restauration du diocèse de Genève. 842 ecclésiastiques du diocèse sont interrogés. La question « Faut-il créer un diocèse de Genève ? » reçoit 44 % de réponses favorables.